# ヴァッサートリューディンゲン
ヴァッサートリューディンゲン（標準ドイツ語: Wassertrüdingen、アレマン語: Wassertridenge）は、ドイツ連邦共和国バイエルン州ミッテルフランケンのアンスバッハ郡に属す郡所属市。

## 地理
かつての辺境伯都市ヴァッサートリューディンゲンは、一見アルプスのようにも見えるフランケン地方南東部からシュヴァーベン地方北部にかけての山であるヘッセルベルク山、ドイツ観光街道のアルプス＝バルト海ルート、森の豊かな高原エッティンガー・フォレスト、ハーネンカム山に発する愛すべきヴェルニッツ川に囲まれた魅力的な町である。フランケン湖水地方までは約15kmの位置にある。
隣接するディンケルスビュール同様に住民の大部分はアレマン語の一方言であるシュヴァーベン語を言語とするアレマン人が多い（アレマン諸語の最北端に属する）。

### 市の構成
本市は、公式には18の地区 (Ort) からなる。このうち小集落や孤立農場などを除く集落を以下に列記する。
- アルテントリューディンゲン
- フュルンハイム
- ガイルスハイム
- オーバーメーガースハイム
- ライヒェンバッハ
- シャーフホーフ
- ショプダッハ
- ヴァッサートリューディンゲン

## 歴史
文献上は、836年に "truth muntiga"という名前で初めて言及されている。

## 文化と見所

### 建築

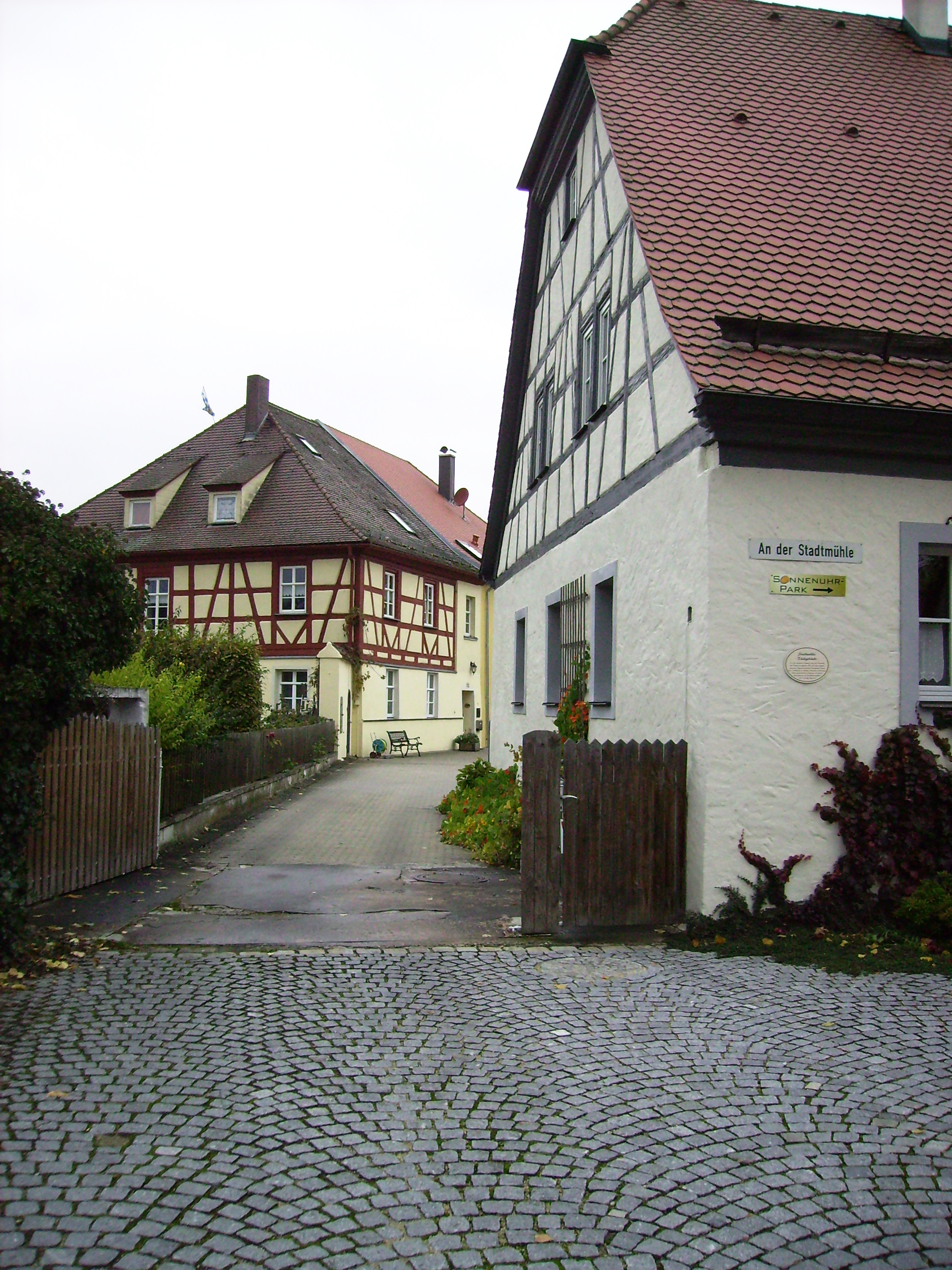
市の粉挽き小屋

ヘッセルベルクには、ドイツテレコムの送信塔を兼ねた多目的塔が建っている。
市の中心にルター派の聖三位一体市教会が建っている。この教会は、1738年から1740年にレオポルト・レッティが第3の宮廷教会として辺境伯バロック様式によって建設したものである。聖歌隊席は、先例に倣ってゴシック様式で建設された。内部には、クリスマスの物語をモチーフにした1500年頃の貴重な脇祭壇がある。市教会の塔には、塔守の居住スペースがある。

## 経済と社会資本

### 交通
ヴァッサートリューディンゲンを、リンダウとホーフを結んだバイエルン最初の鉄道であるルートヴィヒ南北鉄道の一部ネルトリンゲン - グンツェンハウゼン線が走っていた。現在この区間は、ミュージアムバーン（機関車の動体展示路線）として旅客運行を行っており、近年バイエルン鉄道によって貨物輸送も再開された。

### 地元企業
- ヘンケル・コンツェルンの化粧品部門Schwarzkopf
- 家具日用雑貨のXXXLutz

## 人物
- ヨハン・ダヴィット・シュタイングルーバー (1702 - 1787) 辺境伯付きの建築家、地方建設査察官
- アウグスト・フォン・ファイト (1801 - 1870) 建築家
- ハンス・コーン (1866 - 1935) 医師

## 引用
1. ↑  https://www.statistikdaten.bayern.de/genesis/online?operation=result&code=12411-003r&leerzeilen=false&language=de Genesis-Online-Datenbank des Bayerischen Landesamtes für Statistik Tabelle 12411-003r Fortschreibung des Bevölkerungsstandes: Gemeinden, Stichtag (Einwohnerzahlen auf Grundlage des Zensus 2011)
2. ↑  Bayerische Landesbibliothek Online